# Проспект Виестура
Проспект Ви́естура (латыш. Viestura prospekts) — улица в Северном районе Риги. Пролегает в северном направлении, вдоль железнодорожной линии Рига — Скулте, от проспекта Межа до перекрёстка с проспектом Остас, за которым переходит в улицу Милгравья. Общая длина проспекта — 2901 метр.

## История
Проспект Виестура был проложен в 1938 году по старой Милгравской (Мюльграбенской) дороге с присоединением части улицы Кокмуйжас (оставшаяся её часть — ныне улица Милгравья). Назван в честь князя земгалов Виестура (Виестартса), известного многолетней борьбой с орденом меченосцев в начале XIII века. Переименований проспекта не было.
Северная часть проспекта (около 600 м) относится к микрорайону Милгравис; на остальном протяжении проспект служит границей между историческими районами Саркандаугава и Межапаркс. Западная (нечётная) сторона проспекта, относящаяся к Саркандаугаве, во второй половине XX века частично застроена многоквартирными домами; восточную (чётную) сторону занимает крупнейший городской парк — Межапарк.

## Транспорт
Проспект Виестура является важной магистралью городского значения и частью государственной региональной автодороги P1. На всём протяжении имеет асфальтовое покрытие и 4 полосы движения с разделительной полосой. Курсирует несколько маршрутов общественного транспорта.
В 2018 году было объявлено о начале подготовки к сооружению путепровода через железнодорожную линию, связывающего проспект Виестура с улицей Твайка в Саркандаугаве. Стоимость этого проекта оценивается более чем в 50 млн евро. Путепровод был построен в 2020—2022 годах, сдан в эксплуатацию 31 марта 2023 года и открыт для движения с 6 апреля.

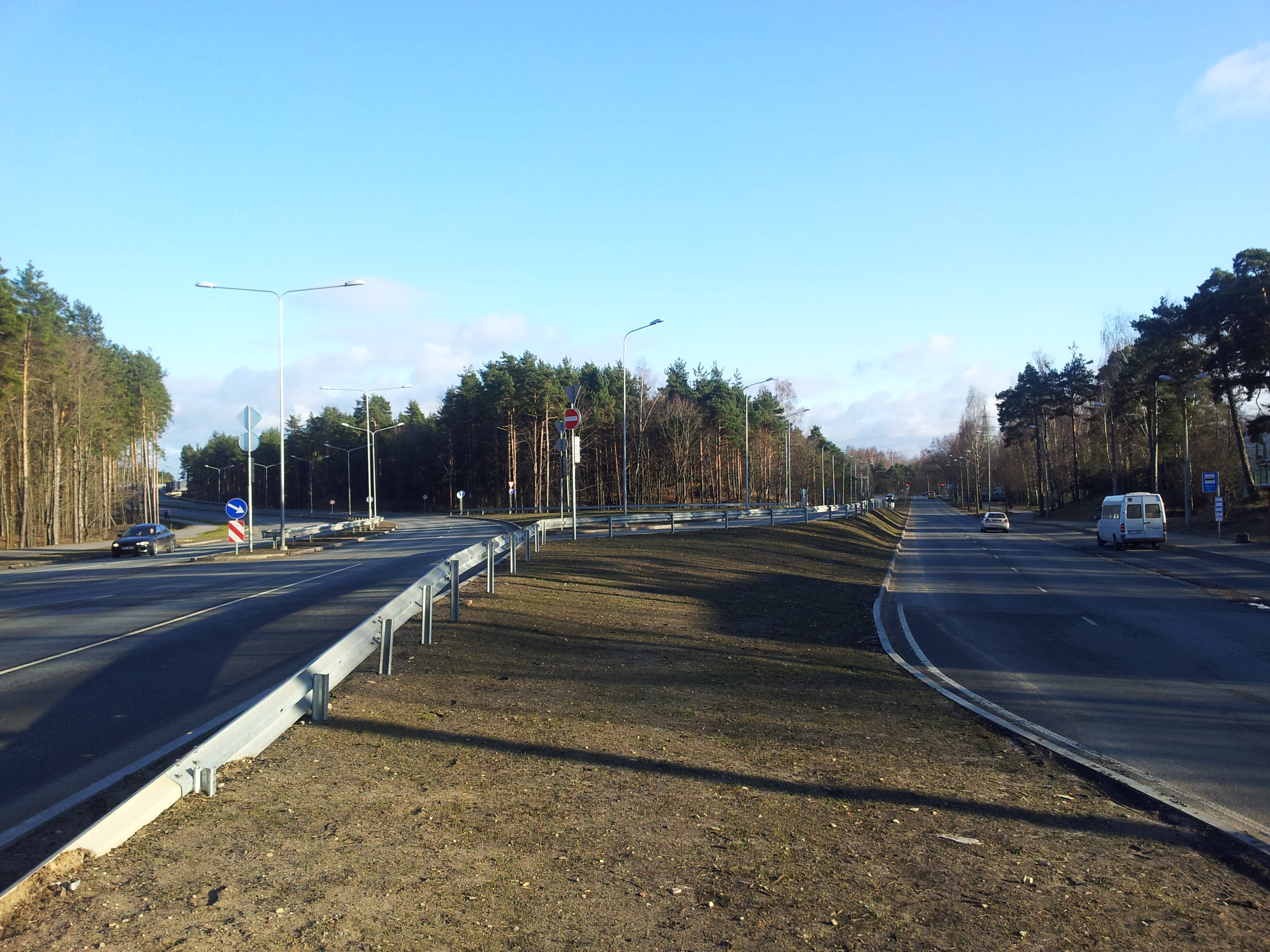
Развязка с Густава Земгала гатве

## Прилегающие улицы
Проспект Виестура пересекается со следующими улицами:
- проспект Межа
- Густава Земгала гатве
- улица Ледургас
- проспект Остас
- улица Милгравья